# Cárcel de Puértolas

La torre de la Cárcel de Puértolas es un Monumento declarado Bien de Interés Cultural por el Gobierno de Aragón, se ubica en Puértolas, pequeña localidad perteneciente al municipio del mismo nombre, Comarca de Sobrarbe, provincia de Huesca, Aragón, España. Y que se encuentra dentro del Parque Nacional de Ordesa y Monte Perdido.

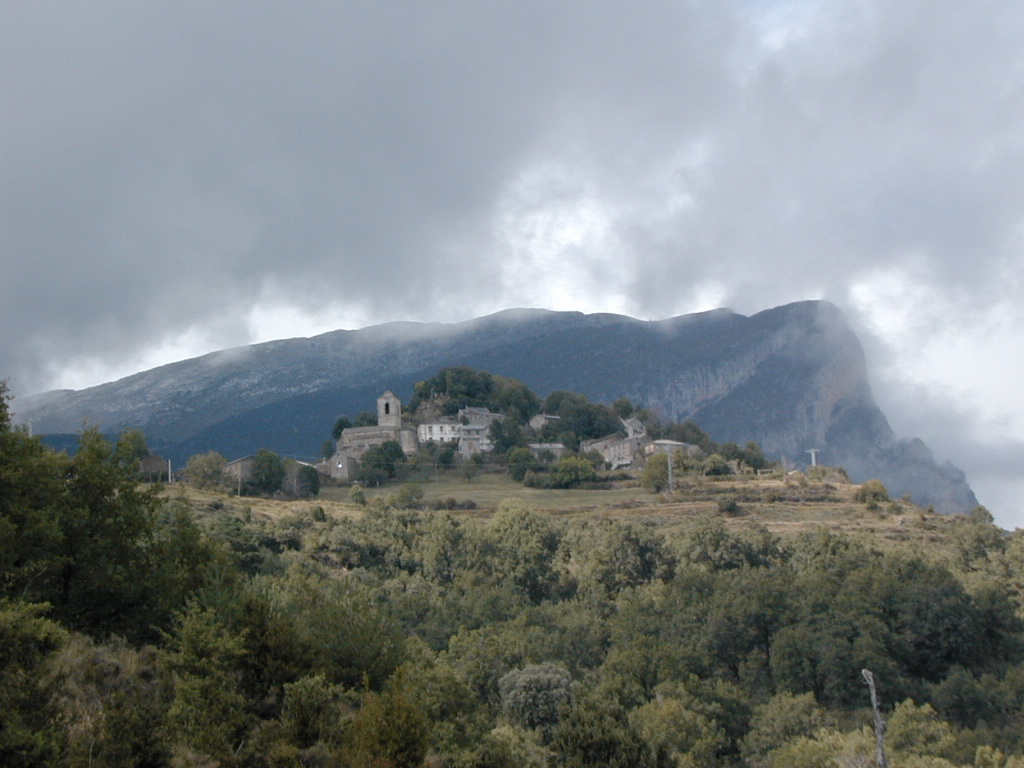
Vista de Puértolas desde el sur, con macizo al fondo.

## Descripción
Edificio construido en un desnivel del terreno. Es una torre de planta cuadrada de tres plantas, con puerta en la segunda planta. Solamente posee vanos en los pisos más altos.

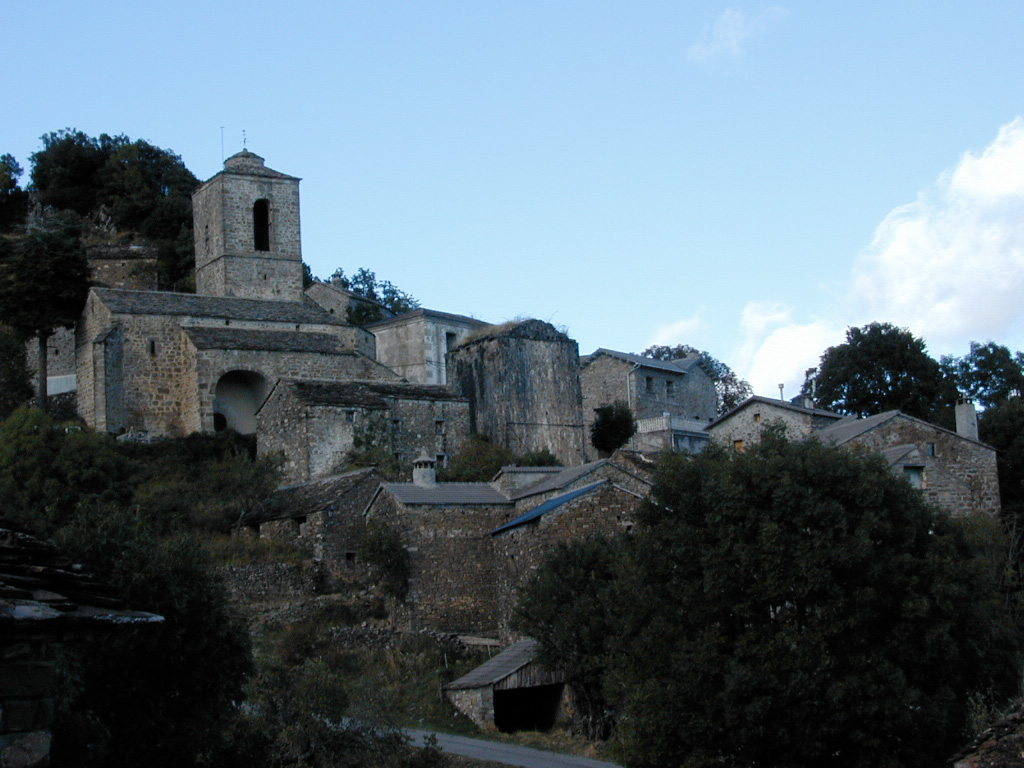
Panorámica de Puertolas desde el suroeste.

Se trata de una torre defensiva cuadrada construida en sillería. Tiene tres plantas. El acceso se sitúa en el segundo piso da a una estancia desde la que se pasa a las otras dos plantas. Presenta diversos vanos y aspilleras.